# Brachineura nijveldti
Brachineura nijveldti är en tvåvingeart som beskrevs av Fedotova 2004. Brachineura nijveldti ingår i släktet Brachineura och familjen gallmyggor. Inga underarter finns listade i Catalogue of Life.